# Michail Gaščenkov
Michail Andreevič Gaščenkov (in russo Михаил Андреевич Гащенков?; Mosca, 19 giugno 1992) è un calciatore russo, centrocampista del KDV Tomsk.

## Carriera
Ha giocato nella prima divisione dei campionati russo, kazako ed uzbeko.